# Uniper
Uniper SE – niemieckie przedsiębiorstwo energetyczne z siedzibą w Düsseldorfie, które prowadzi działalność w zakresie fizycznego handlu gazem ziemnym i węglem oraz wytwarzania energii elektrycznej.
W jego skład wchodzą, należące w przeszłości do E.ON, zakłady dostarczające energię elektryczną i przedsiębiorstwa prowadzące działalność w zakresie obrotu towarami w Europie i Rosji.
Jest największym niemieckim przedsiębiorstwem importującym gaz i dystrybuującym go w Niemczech.
Do jego klientów należą przede wszystkim spółki komunalne oraz duże zakłady przemysłowe.
W wyniku wstrzymania dostaw gazu z Rosji spółka poniosła ogromne straty, gdyż musiała wywiązać się ze swoich kontraktów z lokalnymi odbiorcami gazu, nie mając już dostępu do taniego importu z Rosji. Konieczność sprowadzania go po znacznie wyższej cenie z innych źródeł sprawiła, że Uniper znalazł się na krawędzi bankructwa.
Aby uratować spółkę, a wraz z nią dostawy gazu dla gospodarstw domowych, rząd federalny przejął udziały w Uniperze. Pakiet ratunkowy o łącznej wysokości 29,5 mld euro stanowił największą w historii RFN pomoc finansową dla pojedynczego przedsiębiorstwa.